# Norma Abdala de Matarazzo
Norma Amanda „Chuchi” Abdala de Matarazzo (ur. 13 kwietnia 1948 w Fernández) – argentyńska polityczka, która w latach 2009–2021 zasiadała w argentyńskiej Izbie Deputowanych. W latach 2011–2015 pełniła funkcję drugiego wiceprzewodniczącego Izby. W 2021 została członkinią legislatury prowincji Santiago del Estero.
Pełniła funkcję burmistrza miasta Fernández w latach 2002–2009, a w 2015 roku została wiceprzewodniczącą partii Frente Cívico por Santiago. 